# Hedysarum sericeum
Hedysarum sericeum är en ärtväxtart som beskrevs av Friedrich August Marschall von Bieberstein. Hedysarum sericeum ingår i släktet buskväpplingar, och familjen ärtväxter. Inga underarter finns listade i Catalogue of Life.